# Akiak (Alaska)
Akiak ist ein Ort mit dem Status einer City in der Bethel Census Area in Alaska. Das U.S. Census Bureau hatte bei der Volkszählung 2020 eine Einwohnerzahl von 462 ermittelt. Das Eskimo-Dorf liegt im Yupik-Sprachenraum.

## Geographie
Akiak befindet sich im Südwesten von Alaska am rechten Flussufer des Kuskokwim River, 32 km ostnordöstlich vom Verwaltungszentrum Bethel. Der etwa vier Meter über dem Meeresspiegel gelegene Ort befindet sich im Yukon-Kuskokwim-Delta. Das Gemeindegebiet ist vom Schutzgebiet Yukon Delta National Wildlife Refuge umgeben. Der Ort verfügt über den Flugplatz Akiak. Nächstgelegene Orte sind Akiachak, knapp 12 km westlich, Kwethluk, 15,5 km südwestlich, sowie Tuluksak, 25 km nordnordöstlich.

## Geschichte
Im Jahr 1880 hatte Akiak, damals noch als „Ackiagmute“ bekannt, eine Einwohnerzahl von 175. Das Wort „Akiak“ bedeutet „die andere Seite“, da an dieser Stelle im Winter ein Kreuzungspunkt war, den die Eskimos der Region auf ihrem Weg zum Einzugsgebiet des Yukon River passierten. Wie viele Siedlungen in der Umgebung war Akiak Teil eines Netzwerks von saisonalen Subsistenz-Camps von Yupik-Eskimos und Athabasken. Mit dem Eintreffen europäischer Missionare und russischer Pelzhändler Ende des 19. und Anfang des 20. Jahrhunderts in der Region kam es zu Pocken-Epidemien, denen ein Teil der indigenen Bevölkerung erlag. Mit der Gründung von Bethel im Jahr 1885 wandelten sich die umgebenden Orte zu dauerhaften Siedlungen. Nach dem Zweiten Weltkrieg zogen viele Bewohner der Region nach Bethel, das dadurch zu einem wirtschaftlichen und kulturellen Zentrum. Akiak erhielt 1970 den Status einer „City“. Subsistenzwirtschaft bildet heute einen wichtigen Wirtschaftszweig in Akiak. Der Verkauf und die Einfuhr von Alkohol sind in Akiak verboten.

## Demografie
Zum Zeitpunkt der Volkszählung im Jahre 2020 (U.S. Census 2020) hatte Akiak 462 Einwohner auf einer Landfläche von 4,89 km². Von den Einwohnern waren 18 Weiße sowie 442 amerikanisch-indianischer Abstammung.
Beim Zensus im Jahr 2000 wurden 309 Einwohner gezählt, 2010 waren es 346. Die Bevölkerungsentwicklung war somit in den letzten Jahren ansteigend.